# Lillavan (Jörns socken, Västerbotten)
Lillavan är en sjö i Skellefteå kommun i Västerbotten och ingår i Kågeälvens huvudavrinningsområde.